# Campeonato Mundial de Atletismo Júnior de 2012 - 100 m feminino
A prova dos 100 metros rasos feminino do Campeonato Mundial de Atletismo Júnior de 2012 ocorreu entre os dias 10 e 11 de julho, em Barcelona, na Espanha. 

## Recordes
Antes desta competição, os recordes mundiais e do campeonato nesta prova eram os seguintes:
|     | Nome              | Nacionalidade     | Tempo | Local    | Data                  |
| --- | ----------------- | ----------------- | ----- | -------- | --------------------- |
| WJR | Marlies Oelsner   | Alemanha Oriental | 10.88 | Dresden  | 1 de julho de 1977    |
| CR  | Veronica Campbell | Jamaica           | 11.12 | Santiago | 18 de outubro de 2000 |

## Medalhistas
| Ouro                      | Prata               | Bronze               |
| Anthonique Strachan (BAH) | Nimet Karakus (TUR) | Tamiris de Liz (BRA) |

## Cronograma
Todos os horários são locais (UTC+1).
| Data        | Hora  | Evento        |
| ----------- | ----- | ------------- |
| 10 de julho | 19:05 | Eliminatórias |
| 11 de julho | 19:00 | Semifinal     |
| 11 de julho | 21:00 | Final         |

## Resultados

### Eliminatórias
Qualificação: Os 3 primeiros de cada bateria (Q) e os 3 tempos mais rápidos (q). 
| Posição | Bateria | Raia | Atleta                 | Nacionalidade          | Tempo | Notas                |
| ------- | ------- | ---- | ---------------------- | ---------------------- | ----- | -------------------- |
| 1       | 2       | 6    | Tamiris de Liz         | Brasil                 | 11.56 | Q                    |
| 1       | 5       | 5    | Dezerea Bryant         | Estados Unidos         | 11.56 | Q                    |
| 3       | 1       | 4    | Nimet Karakus          | Turquia                | 11.57 | Q                    |
| 3       | 5       | 8    | Khamica Bingham        | Canadá                 | 11.57 | Q,                   |
| 5       | 3       | 3    | Sophie Papps           | Reino Unido            | 11.59 | Q                    |
| 5       | 7       | 2    | Anthonique Strachan    | Bahamas                | 11.59 | Q                    |
| 7       | 3       | 6    | Fany Chalas            | República Dominicana   | 11.63 | Q                    |
| 8       | 6       | 4    | Jennifer Madu          | Estados Unidos         | 11.64 | Q                    |
| 9       | 1       | 6    | Udochi Ekeh            | Itália                 | 11.70 | Q                    |
| 10      | 7       | 8    | Kadecia Baird          | Guiana                 | 11.72 | Q                    |
| 11      | 7       | 7    | Rachel Johncock        | Reino Unido            | 11.75 | Q                    |
| 12      | 5       | 7    | Angelika Stępień       | Polónia                | 11.76 | Q                    |
| 12      | 6       | 2    | Ida Mayer              | Alemanha               | 11.76 | Q                    |
| 14      | 2       | 9    | Shawnette Lewin        | Jamaica                | 11.78 | Q                    |
| 14      | 4       | 5    | Monique Spencer        | Jamaica                | 11.78 | Q                    |
| 16      | 4       | 6    | Rosalie Tschann        | Áustria                | 11.80 | Q                    |
| 16      | 6       | 7    | Janet Amponsah         | Gana                   | 11.80 | Q                    |
| 18      | 3       | 2    | Clémence Paiement      | Canadá                 | 11.88 | Q                    |
| 19      | 4       | 7    | Nina Prudnikova        | Cazaquistão            | 11.94 | Q                    |
| 20      | 4       | 8    | Jiawen He              | China                  | 11.96 | q,                   |
| 21      | 1       | 5    | Carla Williams         | Austrália              | 11.97 | Q                    |
| 22      | 6       | 5    | Ashleigh Whittaker     | Austrália              | 11.97 | q                    |
| 23      | 7       | 4    | Lisa Wickham           | Trinidad e Tobago      | 11.98 | q                    |
| 24      | 2       | 8    | Tayla Carter           | Bahamas                | 12.00 | Q                    |
| 24      | 3       | 7    | Viviana Olivares       | Chile                  | 12.00 |                      |
| 24      | 7       | 5    | Camila de Souza        | Brasil                 | 12.00 |                      |
| 27      | 4       | 3    | Philippa van der Merwe | África do Sul          | 12.03 |                      |
| 28      | 2       | 3    | Aaliyah Telesford      | Trinidad e Tobago      | 12.05 |                      |
| 28      | 3       | 4    | Martina Černochová     | Chéquia                | 12.05 |                      |
| 30      | 1       | 8    | Katharina Grompe       | Alemanha               | 12.06 |                      |
| 30      | 7       | 3    | Nurul Imaniar          | Indonésia              | 12.06 | Recorde da temporada |
| 32      | 6       | 8    | Elisa Paiero           | Itália                 | 12.08 |                      |
| 33      | 3       | 5    | Xiaoyan Xiao           | China                  | 12.11 |                      |
| 34      | 5       | 2    | Ana Maria Rosianu      | Roménia                | 12.20 |                      |
| 35      | 1       | 7    | Paula Llistosella      | Espanha                | 12.21 |                      |
| 35      | 2       | 2    | Brittany Morton        | São Cristóvão e Neves  | 12.21 |                      |
| 35      | 5       | 6    | Nabeela Parker         | África do Sul          | 12.21 |                      |
| 38      | 6       | 6    | Iza Daniela Flores     | México                 | 12.28 |                      |
| 39      | 3       | 8    | Maha Al Moallem        | Líbano                 | 12.33 | Recorde pessoal      |
| 40      | 5       | 4    | Lovelite Detenamo      | Nauru                  | 12.75 | Recorde da temporada |
| 41      | 2       | 5    | Rachel Abrams          | Marianas Setentrionais | 13.05 | Recorde pessoal      |
| 42      | 5       | 3    | Cristina Llovera       | Andorra                | 13.07 |                      |
| 43      | 2       | 7    | Alice Capicchioni      | San Marino             | 13.13 | Recorde pessoal      |
| 44      | 1       | 2    | Valbona Selimi         | Macedônia do Norte     | 13.18 | Recorde da temporada |
| 45      | 1       | 3    | Abygirl Sepiso         | Zâmbia                 | 13.19 |                      |
|         | 4       | 2    | Lidiane Lopes          | Cabo Verde             | DSQ   |                      |
|         | 6       | 3    | Hadeel Raheem Kaood    | Iraque                 | DSQ   |                      |
|         | 2       | 4    | Goodness Thomas        | Nigéria                | DNS   |                      |
|         | 4       | 4    | Josephine Ada Omaka    | Nigéria                | DNS   |                      |
|         | 7       | 6    | Anna Bulanova          | Quirguistão            | DNS   |                      |

### Semifinal
Qualificação: Os dois primeiros de cada bateria (Q) e os 2 tempos mais rápidos (q). 
| Posição | Bateria | Raia | Atleta              | Nacionalidade        | Tempo | Notas |
| ------- | ------- | ---- | ------------------- | -------------------- | ----- | ----- |
| 1       | 3       | 7    | Tamiris de Liz      | Brasil               | 11.42 | Q,    |
| 2       | 3       | 5    | Ida Mayer           | Alemanha             | 11.47 | Q,    |
| 3       | 3       | 4    | Jennifer Madu       | Estados Unidos       | 11.49 | q     |
| 4       | 1       | 5    | Nimet Karakus       | Turquia              | 11.58 | Q     |
| 5       | 1       | 6    | Fany Chalas         | República Dominicana | 11.68 | Q     |
| 6       | 2       | 7    | Anthonique Strachan | Bahamas              | 11.68 | Q     |
| 7       | 1       | 7    | Sophie Papps        | Reino Unido          | 11.68 | q     |
| 8       | 3       | 6    | Monique Spencer     | Jamaica              | 11.73 |       |
| 9       | 1       | 2    | Tayla Carter        | Bahamas              | 11.76 |       |
| 10      | 2       | 4    | Khamica Bingham     | Canadá               | 11.77 | Q     |
| 11      | 2       | 6    | Dezerea Bryant      | Estados Unidos       | 11.77 |       |
| 12      | 3       | 3    | Ashleigh Whittaker  | Austrália            | 11.81 |       |
| 13      | 3       | 8    | Clémence Paiement   | Canadá               | 11.86 |       |
| 14      | 3       | 6    | Rosalie Tschann     | Áustria              | 11.87 |       |
| 15      | 1       | 4    | Udochi Ekeh         | Itália               | 11.88 |       |
| 16      | 1       | 8    | Angelika Stępień    | Polónia              | 11.91 |       |
| 17      | 1       | 9    | Janet Amponsah      | Gana                 | 11.94 |       |
| 18      | 2       | 8    | Rachel Johncock     | Reino Unido          | 11.99 |       |
| 19      | 3       | 7    | Nina Prudnikova     | Cazaquistão          | 11.99 |       |
| 20      | 2       | 9    | Shawnette Lewin     | Jamaica              | 12.09 |       |
| 21      | 1       | 3    | Jiawen He           | China                | 12.19 |       |
| 22      | 2       | 3    | Lisa Wickham        | Trinidad e Tobago    | 12.19 |       |
| 23      | 2       | 5    | Kadecia Baird       | Guiana               | 12.24 |       |
| 24      | 2       | 2    | Carla Williams      | Austrália            | 12.31 |       |

### Final
A prova final foi realizada no dia 11 de julho ás 21:00. 
| Posição           | Faixa | Atleta              | Nacionalidade        | Tempo | Notas           |
| ----------------- | ----- | ------------------- | -------------------- | ----- | --------------- |
| Medalha de ouro   | 6     | Anthonique Strachan | Bahamas              | 11.20 | WJL             |
| Medalha de prata  | 7     | Nimet Karakus       | Turquia              | 11.36 |                 |
| Medalha de bronze | 4     | Tamiris de Liz      | Brasil               | 11.45 |                 |
| 4                 | 8     | Khamica Bingham     | Canadá               | 11.46 | Recorde pessoal |
| 5                 | 2     | Jennifer Madu       | Estados Unidos       | 11.52 |                 |
| 6                 | 3     | Sophie Papps        | Reino Unido          | 11.54 |                 |
| 7                 | 9     | Fany Chalas         | República Dominicana | 11.58 |                 |
| 8                 | 5     | Ida Mayer           | Alemanha             | 11.59 |                 |

Legenda
| Recorde mundial       | Recorde mundial (World record)               |                       | Recorde africano                      | Recorde africano (African) |                                           | Q | Classificado por posição (Qualified) |
| Recorde do campeonato | Recorde do campeonato (Championship record)  | Recorde da América    | Recorde da América (Americas)         | q                          | Classificado por melhor tempo (Qualified) |   |                                      |
| Melhor marca do ano   | Melhor marca do ano (World leading)          | Recorde asiático      | Recorde asiático (Asian)              | DNS                        | Não largou (Did not start)                |   |                                      |
| Recorde nacional      | Recorde nacional (National record)           | Recorde europeu       | Recorde europeu (European)            | DNF                        | Não terminou (Did not finish)             |   |                                      |
| Recorde pessoal       | Recorde pessoal do atleta (Personal best)    | Recorde da Oceania    | Recorde da Oceania (Oceania)          | DSQ / DQ                   | Desclassificado (Disqualified)            |   |                                      |
| Recorde da temporada  | Recorde da temporada do atleta (Season best) | Recorde sul-americano | Recorde sul-americano (South America) | NM                         | Sem marca (No mark)                       |   |                                      |